# Michala Banas
Michala Elizabeth Laurinda Banas (født 14. november 1978 i Wellington, New Zealand) er en New Zealandsk skuespillerinde.
Hendes debut kom som Louisa i miniserien Mirror, Mirror. Fra 2001 til 2003 spillede hun rollen som Marissa Taylor i serien Always Greener. I mellem denne rolle havde hun en lille rolle i den første Scooby-Doo film, hvor stjerner som Matthew Lillard spillede "Shaggy", Sarah Michelle Gellar spillede Susan, Freddie Prinze, Jr. spillede Fred og Linda Cardellini spillede Wilma..
I 2003 udgav Banas singlen, Kissin' The Wind , som fik en 28. plads på den australske Singles Chart .

## McLeod's Daughters
I 2004 kom Michala Banas med på holdet som Kate Manfredi, Jodis bedste veninde. Hun spilelde Kate fra 2004 til 2008, hvor hun havde en kort pause imellem. Det blev annonceret i slutningen af 2007 at hun ville forlade McLeod's Daughters i dens sidste sæson i 2008, hvilken hun fortalte at beslutningen havde været svært men det var det rigtige at gøre .

## Neighbours
Fra den 11. November, 2008, trådte Michala Banas til som afløser i 5 uger da hun spillede i tv-serien ”Neighbours” som Libby Kennedy, da Kym Valentine, der havde spillet rollen i over 14 år blev nødt til at tage en pause på grund af sygdom 

## Film
| År           | Titel                | Rolle           | Note                                                                              |  |
| ------------ | -------------------- | --------------- | --------------------------------------------------------------------------------- |  |
| 2009         | Avenue Q             | Kate/Lucy       | På tour med musicalen Avenue Q.                                                   |  |
| 2008         | Neighbours           | Libby Kennedy   | 18 episodes. Gensyn med en hendes medspiller på Mcleod's Daughters, Brett Tucker. |  |
| 2008         | The Mansion          | Megan McKean    |                                                                                   |  |
| 2004 to 2008 | McLeod's Daughters   | Kate Manfredi   | 117 episodes                                                                      |  |
| 2001 to 2003 | Always Greener       | Marissa Taylor  |                                                                                   |  |
| 2003         | Ned                  | Muffy           |                                                                                   |  |
| 2002         | Scooby-Doo           | Carol           |                                                                                   |  |
| 2000 to 2001 | Something in the Air | Angela O'Connor |                                                                                   |  |
| 2001         | The Saddle Club      | Shoshonna Green |                                                                                   |  |
| 2001         | BeastMaster          | Loriel          |                                                                                   |  |
| 2000 to 2001 | Round the Twist      | Ariel           |                                                                                   |  |
| 2000         | The Lost World       | Renata          |                                                                                   |  |
| 1999         | Murder Call          | Kylie McDonald  |                                                                                   |  |
| 1999         | Blue Heelers         | Tara Bruckner   |                                                                                   |  |
| 1998         | State Coroner        | Zoe Martin      |                                                                                   |  |
| 1995         | Mirror, Mirror       | Louisa Iredale  |                                                                                   |  |
| 1985         | Dangerous Orphans    | Anna Hanna      |                                                                                   |  |

## Fodnoter
1. ↑  Michala Banas – Kissin' The Wind lyrics
2. ↑  australian-charts.com – Michala Banas – Kissin' The Wind
3. ↑  Australian Television: Mcleod's Daughters: articles
4. ↑  Kym Valentine: I had no idea I was so ill | Herald Sun